# Pittsburgh International Airport

i7
i11
i13
Der Pittsburgh International Airport (ursprünglich Greater Pittsburgh Airport) ist der Flughafen der Stadt Pittsburgh im US-Bundesstaat Pennsylvania. Er dient sowohl als ziviler Flughafen als auch als Stützpunkt des Air Force Reserve Command und der Air National Guard.

## Lage und Verkehrsanbindung
Der Flughafen Pittsburgh liegt in Findlay Township, einer Township in Allegheny County, 22 Kilometer westlich des Stadtzentrums von Pittsburgh an Interstate 376 und Pennsylvania Route 576. Der Flughafen ist über drei Buslinien mit Pittsburgh und anderen Gemeinden in der Pittsburgh Metropolitan Area verbunden.

## Geschichte

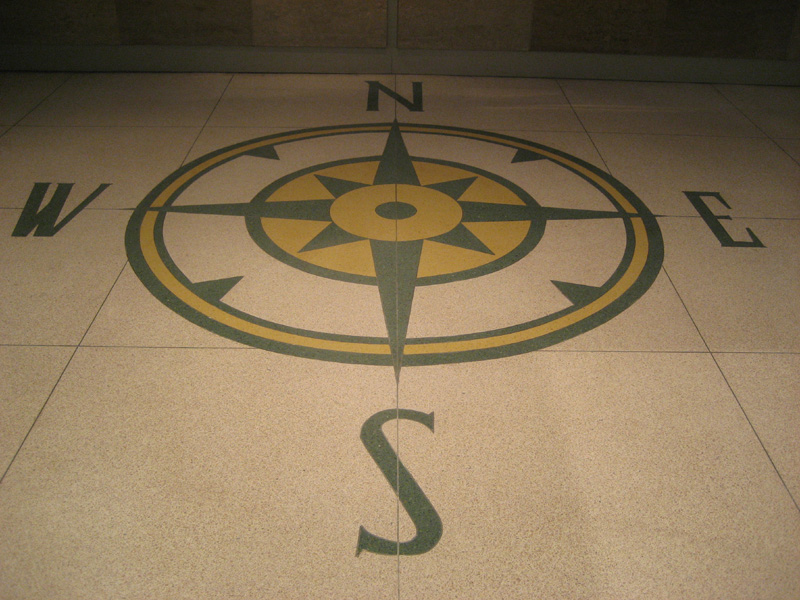
Kompassrose als Terrazzo-Bodenbelag im ursprünglichen Terminal-Gebäude

Im Jahr 1940 erwarb die Works Progress Administration (WPA), eine Farm in Allegheny County und begann, dort einen Militärflugplatz zu errichten. Im Jahr 1944 schlug die County-Verwaltung vor, ein ziviles Passagierterminal zu errichten, um den bestehenden Allegheny County Airport zu entlasten. 1946 begannen die Bauarbeiten für ein Terminalgebäude aus Beton, Stahl und Glas nach Plänen von Joseph W. Hoover und am 31. Mai 1952 konnte der Greater Pittsburgh Airport eröffnet werden. Im ersten Betriebsjahr wurden 1,4 Millionen Passagiere abgefertigt.
1959 wurde das Terminalgebäude erstmals erweitert, im gleichen Jahr eröffnete Trans World Airlines (TWA) mit einer Boeing 707 die erste planmäßige Verbindung mit einem Strahlflugzeug ab Pittsburgh, später eröffnete TWA am Flughafen Pittsburgh ein Drehkreuz, dass bis 1985 betrieben wurde. Von 1970 bis 1972 wurde der Flughafen erweitert, um auch internationale Flüge abfertigen zu können. Nach Abschluss der Arbeiten erhielt er seinen heutigen Namen Pittsburgh International Airport. 1985 bot British Airways den ersten Transatlantikflug ab Pittsburgh an, die Verbindung nach London wurde mit einigen Änderungen bis 1999 angeboten.
Trotz weiterer Erweiterungen entsprach das Terminalgebäude nicht mehr den Anforderungen, so dass ab 1987 Neubau errichtet und am 1. Oktober 1992 eröffnet wurde. Unterstützt wurde der Bau durch USAir als damaligen Hauptnutzer des Flughafens. Das alte Terminal wurde nach einer Zwischennutzung als Bürogebäude 1999 abgerissen.
In den 1990er Jahren stagnierte die Entwicklung am Flughafen Pittsburgh bis schließlich 2004 die inzwischen als US Airways firmierende USAir bekanntgab, den Flugbetrieb in Pittsburgh signifikant zu verringern. Vorangegangen war die Forderung, die Landegebühren zu senken. Statt vormals 542 Flügen, darunter auch internationale Ziele, wurden 2005 nur noch etwa 170 Flüge und 2008 68 Flüge am Tag zu überwiegend nationalen Zielen angeboten. Als Reaktion darauf versucht die Flughafen-Behörde seitdem, verstärkt Billigfluggesellschaften wie Southwest Airlines und JetBlue Airways anzuwerben. Im Oktober 2008 richtete US Airways ein Flight Operations Center am Flughafen Pittsburgh ein, ab März 2009 wurde zudem ein Logistikzentrum errichtet. Ab Juni 2009 wurde wieder ein Transatlantikflug ab Pittsburgh nach Paris von Delta Air Lines (im Codeshare mit Air France) angeboten. Die Flüge wurden von Delta Air Lines jedoch im September 2018 eingestellt. Nach der Fusion mit American Airlines im Jahr 2013 wurde das US Airways Flight Operations Center 2015 geschlossen.
Im September 2017 kündigte die Allegheny County Airport Authority an, das Terminal modernisieren und an das verringerte Fluggastaufkommen anpassen zu wollen. Dazu wird eine neue Empfangshalle auf bisherigen Vorfeldflächen errichtet, um die Wege der Passagiere zu verkürzen. Die Arbeiten sollten im Jahr 2020 beginnen, aufgrund der COVID-19-Pandemie verzögerte sich der Baubeginn jedoch bis ins Jahr 2021.

## Flughafenanlagen

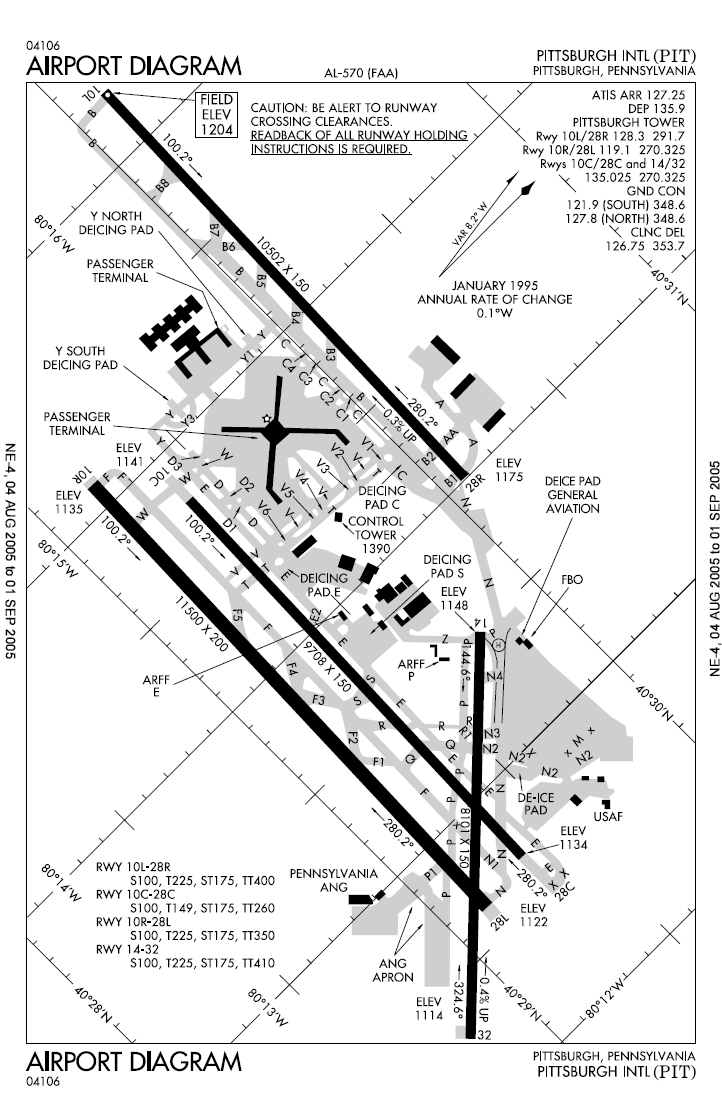
Schema des Flughafens Pittsburgh vor dem Umbau

Der Pittsburgh International Airport erstreckt sich über eine Fläche von 3.561 Hektar.

### Start- und Landebahn
Der Pittsburgh International Airport verfügt vier Start- und Landebahnen, von denen drei parallel verlaufen. Die längste Start- und Landebahn trägt die Kennung 10R/28L ist 3505 Meter lang, 61 Meter breit und hat einen Belag aus Beton. Die Start- und Landebahn 10C/28C ist 3284 Meter lang und 46 Meter breit, der Belag besteht aus Asphalt und Beton. Die Start- und Landebahn 10L/28R ist 3201 Meter lang und 46 Meter breit, der Belag besteht ebenfalls aus Asphalt und Beton. Die Querwindbahn 14/32 ist 2469 Meter lang, 46 Meter breit und hat einen Belag aus Beton.

### Terminal
Der Pittsburgh International Airport verfügt über ein landseitiges Passagierterminal, welches über einen Peoplemover mit einem luftseitigen Passagierterminal mit vier Concourses verbunden ist. Die Concourses tragen die Bezeichnungen A bis D und sind mit insgesamt 59 Flugsteigen ausgestattet. Der Concourse A wird von Air Canada, Boutique Air, Southwest Airlines und United Airlines genutzt. Der Concourse B wird von Alaska Airlines, Allegiant Air, American Airlines, Jetblue Airways, Southern Airways Express und Spirit Airlines genutzt. Breeze Airways, Delta Air Lines und Frontier Airlines nutzen den Concourse D.
Der Terminalkomplex wurde ursprünglich am 1. Oktober 1992 in Betrieb genommen und verfügte über 75 Flugsteige sowie ein Terminal für Zubringerflüge. Aufgrund der sinkenden Passagierzahlen wurde die Zahl der Flugsteige reduziert und das Terminal für Zubringerflüge geschlossen. Seit dem Rückzug von US Airways betreibt keine Fluggesellschaft mehr ein Drehkreuz am Flughafen Pittsburgh, und Teile des Terminalgebäudes sind ungenutzt. Daher soll das Terminal modernisiert und an das reduzierte Fluggastaufkommen angepasst werden.

### Sonstige Einrichtungen
Am Flughafen Pittsburgh ist eine Freihandelszone eingerichtet, die Lufthansa-Tochter LSG Sky Chefs betreibt auf dem Luftfrachtgelände eine Produktionsstätte, von der das Catering für Nordamerika abgewickelt wird.
Auf dem militärischen Teil des Flughafens, der Pittsburgh Air Reserve Station ist der 911th Airlift Wing als Teil des Airport Reserve Command und der 171st Air Refueling Wing als Teil der Air National Guard von Pennsylvania stationiert.

## Fluggesellschaften und Ziele
Der Pittsburgh International Airport wird derzeit von 13 Fluggesellschaften genutzt. Die wichtigsten Fluggesellschaften waren im Jahr 2020 Southwest Airlines, American Airlines, Delta Air Lines, United Airlines und Spirit Airlines.
Zurzeit werden 52 Ziele angeflogen, darunter vor allem die großen Drehkreuze. Es bestehen auch einzelne internationale Verbindungen. Von 2017 bis 2019 verband Condor Frankfurt saisonal mit Pittsburgh. Die Flüge wurden 2020 aufgrund der COVID-19-Pandemie ausgesetzt und werden nicht wieder aufgenommen.

## Verkehrszahlen
| Verkehrszahlen des Pittsburgh International Airport 1980–2020 | Verkehrszahlen des Pittsburgh International Airport 1980–2020 | Verkehrszahlen des Pittsburgh International Airport 1980–2020 | Verkehrszahlen des Pittsburgh International Airport 1980–2020 | Verkehrszahlen des Pittsburgh International Airport 1980–2020 | Verkehrszahlen des Pittsburgh International Airport 1980–2020 |
| Jahr                                                          | Fluggastaufkommen                                             | Fluggastaufkommen                                             | Fluggastaufkommen                                             | Luftfracht (Tonnen) Luftpost                                  | Flugbewegungen (mit Militär)                                  |
| Jahr                                                          | National                                                      | International                                                 | Gesamt                                                        | Luftfracht (Tonnen) Luftpost                                  | Flugbewegungen (mit Militär)                                  |
| ------------------------------------------------------------- | ------------------------------------------------------------- | ------------------------------------------------------------- | ------------------------------------------------------------- | ------------------------------------------------------------- | ------------------------------------------------------------- |
| 2020                                                          | 3.649.270                                                     | 39.428                                                        | 3.649.270                                                     | 87.344                                                        | 91.803                                                        |
| 2019                                                          | 9.535.318                                                     | 243.706                                                       | 9.779.024                                                     | 89.510                                                        | 148.119                                                       |
| 2018                                                          | 9.367.475                                                     | 291.422                                                       | 9.658.897                                                     | 87.442                                                        | 151.414                                                       |
| 2017                                                          | 8.732.330                                                     | 255.686                                                       | 8.988.016                                                     | 82.582                                                        | 148.681                                                       |
| 2016                                                          | 8.103.487                                                     | 206.267                                                       | 8.309.754                                                     | 83.116                                                        | 141.630                                                       |
| 2015                                                          | 7.968.234                                                     | 159.953                                                       | 8.128.187                                                     | 77.513                                                        | 141.674                                                       |
| 2014                                                          | 7.852.945                                                     | 146.025                                                       | 7.998.970                                                     | 75.670                                                        | 135.293                                                       |
| 2013                                                          | 7.747.154                                                     | 137.016                                                       | 7.884.170                                                     | 78.210                                                        | 139.300                                                       |
| 2012                                                          | 7.903.073                                                     | 138.284                                                       | 8.041.357                                                     | 79.474                                                        | 139.217                                                       |
| 2011                                                          | 8.145.003                                                     | 155.307                                                       | 8.300.310                                                     | 79.807                                                        | 148.782                                                       |
| 2010                                                          | 8.046.709                                                     | 148.650                                                       | 8.195.359                                                     | 77.348                                                        | 144.563                                                       |
| 2009                                                          | 7.892.505                                                     | 138.670                                                       | 8.031.175                                                     | 71.984                                                        | 147.720                                                       |
| 2008                                                          | 8.599.370                                                     | 110.921                                                       | 8.710.291                                                     | 82.634                                                        | 167.729                                                       |
| 2007                                                          | 9.681.440                                                     | 141.148                                                       | 9.822.588                                                     | 84.280                                                        | 209.303                                                       |
| 2006                                                          | 9.873.001                                                     | 114.309                                                       | 9.987.310                                                     | 84.698                                                        | 235.264                                                       |
| 2005                                                          | 10.321.432                                                    | 157.173                                                       | 10.478.605                                                    | 86.252                                                        | 268.623                                                       |
| 2004                                                          | 12.829.836                                                    | 441.873                                                       | 13.271.709                                                    | 100.297                                                       | 336.346                                                       |
| 2003                                                          | 13.818.686                                                    | 448.298                                                       | 14.266.984                                                    | 121.556                                                       | 361.329                                                       |
| 2002                                                          | 17.252.652                                                    | 774.513                                                       | 18.027.165                                                    | 140.193                                                       | 424.974                                                       |
| 2001                                                          | -                                                             | -                                                             | 19.945.246                                                    | 139.083                                                       | -                                                             |
| 2000                                                          | -                                                             | -                                                             | 19.816.511                                                    | 147.044                                                       | -                                                             |
| 1999                                                          | -                                                             | -                                                             | 18.785.728                                                    | 146.783                                                       | -                                                             |
| 1998                                                          | -                                                             | -                                                             | 20.556.075                                                    | 157.302                                                       | -                                                             |
| 1997                                                          | -                                                             | -                                                             | 20.759.723                                                    | 163.926                                                       | -                                                             |
| 1996                                                          | -                                                             | -                                                             | 20.533.660                                                    | 156.651                                                       | -                                                             |
| 1995                                                          | -                                                             | -                                                             | 20.012.251                                                    | 151.852                                                       | -                                                             |
| 1994                                                          | -                                                             | -                                                             | 19.490.709                                                    | 150.273                                                       | -                                                             |
| 1993                                                          | -                                                             | -                                                             | 18.446.663                                                    | 145.994                                                       | -                                                             |
| 1992                                                          | -                                                             | -                                                             | 18.748.884                                                    | 143.318                                                       | -                                                             |
| 1991                                                          | -                                                             | -                                                             | 16.735.015                                                    | 126.269                                                       | -                                                             |
| 1990                                                          | -                                                             | -                                                             | 17.145.831                                                    | 128.099                                                       | -                                                             |
| 1989                                                          | -                                                             | -                                                             | 17.145.272                                                    | 114.364                                                       | -                                                             |
| 1988                                                          | -                                                             | -                                                             | 17.987.040                                                    | 109.672                                                       | -                                                             |
| 1987                                                          | -                                                             | -                                                             | 17.457.801                                                    | 99.631                                                        | -                                                             |
| 1986                                                          | -                                                             | -                                                             | 15.989.507                                                    | 89.671                                                        | -                                                             |
| 1985                                                          | -                                                             | -                                                             | 15.058.178                                                    | 89.321                                                        | -                                                             |
| 1984                                                          | -                                                             | -                                                             | 13.414.626                                                    | 78.187                                                        | -                                                             |
| 1983                                                          | -                                                             | -                                                             | 11.885.118                                                    | 68.780                                                        | -                                                             |
| 1982                                                          | -                                                             | -                                                             | 9.986.374                                                     | 61.487                                                        | -                                                             |
| 1981                                                          | -                                                             | -                                                             | 10.112.266                                                    | 61.217                                                        | -                                                             |
| 1980                                                          | -                                                             | -                                                             | 11.458.512                                                    | 68.329                                                        | -                                                             |

### Verkehrsreichste Strecken
| Rang | Stadt                     | Passagiere | Fluggesellschaften          |
| ---- | ------------------------- | ---------- | --------------------------- |
| 01   | Atlanta, Georgia          | 160.030    | Delta, Southwest            |
| 02   | Charlotte, North Carolina | 147.160    | American                    |
| 03   | Orlando, Florida          | 128.500    | Frontier, Southwest, Spirit |
| 04   | Denver, Colorado          | 101.410    | Frontier, Southwest, United |
| 05   | Chicago–O’Hare, Illinois  | 98.580     | American, United            |
| 06   | Dallas/Fort Worth, Texas  | 88.050     | American                    |
| 07   | Fort Lauderdale, Florida  | 76.050     | Southwest, Spirit           |
| 08   | Tampa, Florida            | 66.740     | Southwest, Spirit           |
| 09   | Las Vegas, Nevada         | 54.690     | Southwest, Spirit           |
| 10   | Chicago–Midway, Illinois  | 52.190     | Southwest                   |

## Zwischenfälle
- Am 1. April 1956 stürzte eine Martin 404 der US-amerikanischen TWA (Luftfahrzeugkennzeichen N40403) kurz nach dem Start 500 Meter südwestlich des Greater Pittsburgh Airport ab. Nach einer (nur optischen) Feuerwarnung in 30 Metern Höhe wurde das linke Triebwerk abgestellt, wobei der Propeller durch unkoordiniertes Handeln der beiden Piloten in der sehr kurzen zur Verfügung stehenden Zeit nicht in die Segelstellung gebracht wurde. Aufgrund des zu hohen Luftwiderstands kam es zur Bodenberührung. Von den 36 Insassen kamen 22 ums Leben (siehe auch Trans-World-Airlines-Flug 400).[20][21]

- Am 18. April 1957 schlug das rechte Hauptfahrwerk einer Douglas DC-4 der US-amerikanischen Capital Airlines (N88839) bei der Landung auf dem Flughafen Pittsburgh in der Böschung vor dem Landebahnanfang auf. Das Flugzeug wurde irreparabel beschädigt. Alle 55 Insassen, vier Besatzungsmitglieder und 51 Passagiere, überlebten den Unfall.[22]

- Am 2. August 1959 rammte eine Boeing 377 der US-amerikanischen Northwest Airlines eine auf dem Greater Pittsburgh Airport geparkte Douglas DC-3-277C der ebenfalls US-amerikanischen Capital Airlines (N28324). Aufgrund der Schadenshöhe musste die DC-3 der Capital Airlines als Totalverlust abgeschrieben werden.[23]

- Am 20. August 1971 wurde mit einer Convair CV-580 der US-amerikanischen Allegheny Airlines (N5844) bei der Landung auf dem Flughafen Pittsburgh International wegen eines Problems mit dem Fahrwerk durchgestartet. Dabei lösten sich die Räder des rechten Hauptfahrwerks. Bei der Landung brach dieses zusammen und das Flugzeug wurde irreparabel beschädigt. Alle 53 Insassen, drei Besatzungsmitglieder und 50 Passagiere, überlebten den Unfall.[24]

- Am 8. September 1994 stürzte eine Boeing 737-300 der USAir (N513AU) bei Aliquippa (Pennsylvania) im Landeanflug auf den Pittsburgh International Airport aus einer Höhe von 1100 m fast senkrecht ab. Ursache war ein Defekt am Seitenruder, der zum Vollausschlag und Kontrollverlust führte. Alle 132 Menschen an Bord wurden getötet (siehe auch USAir-Flug 427).[25][26]